# (9578) Klyazma
(9578) Klyazma ist ein im inneren Hauptgürtel gelegener Asteroid. Er wurde am 3. April 1989 von dem belgischen Astronomen Eric Walter Elst am La-Silla-Observatorium der Europäischen Südsternwarte in Chile (IAU-Code 809) entdeckt. Sichtungen des Asteroiden hatte es vorher schon gegeben: am 10. März 1970 unter der vorläufigen Bezeichnung 1970 EJ3 am chilenischen Observatorio Cerro El Roble sowie am 20. und 22. Februar 1985 (1985 DX3) am Palomar-Observatorium in Kalifornien.
Es handelt sich bei (9578) Klyazma um einen Marsbahngrazer, das heißt das Perihel (sonnennächster Punkt der Sonnenumlaufbahn) ist zwar größer als das Perihel des Mars, aber kleiner als das Aphel (sonnenentfernteste Punkt) des Planeten.
Der Asteroid gehört zur Nysa-Gruppe, einer nach (44) Nysa benannten Gruppe von Asteroiden (auch Hertha-Familie genannt, nach (135) Hertha). Die zeitlosen (nichtoskulierenden) Bahnelemente von (9578) Klyazma sind fast identisch mit denjenigen von vier weiteren Asteroiden: (118388) 1989 JR42, (200049) 2008 NM2, (311272) 2005 EP204 und (374917) 2006 XG60.
Die Rotationsperiode wurde mehrmals untersucht, unter anderem durch Brian D. Warner 2009 sowie von Chan-Kao Chang, Hsing-Wen Lin und Thomas Prince 2016, die Lichtkurven reichten jedoch nicht zu einer Bestimmung aus.
Der Asteroid wurde am 24. November 2007 nach dem russischen Fluss Kljasma benannt, einem linken Nebenfluss der Oka. „Klyazma“ ist die englische Schreibweise des Flusses.